# Nou (fruit del noguer)

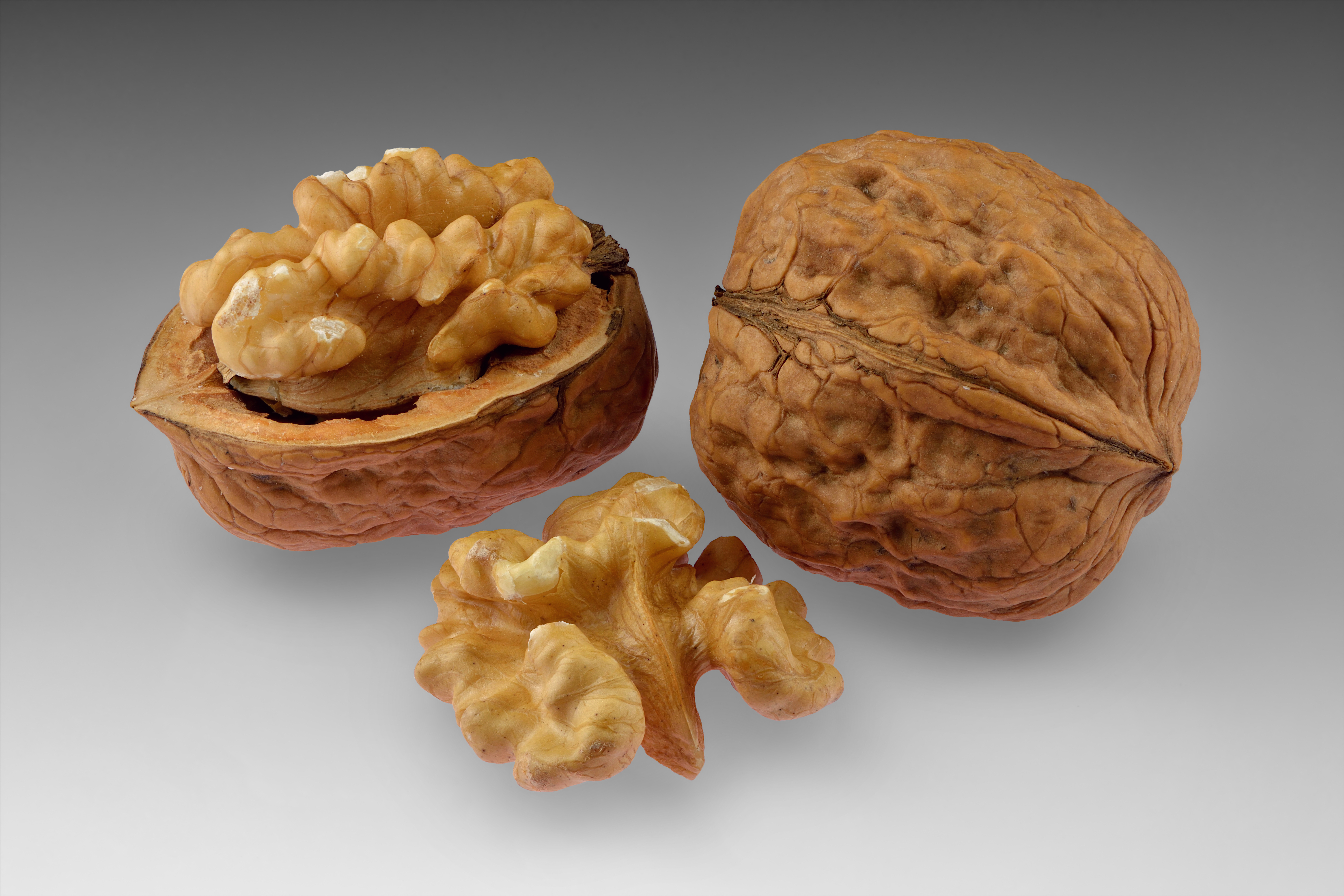
Nous

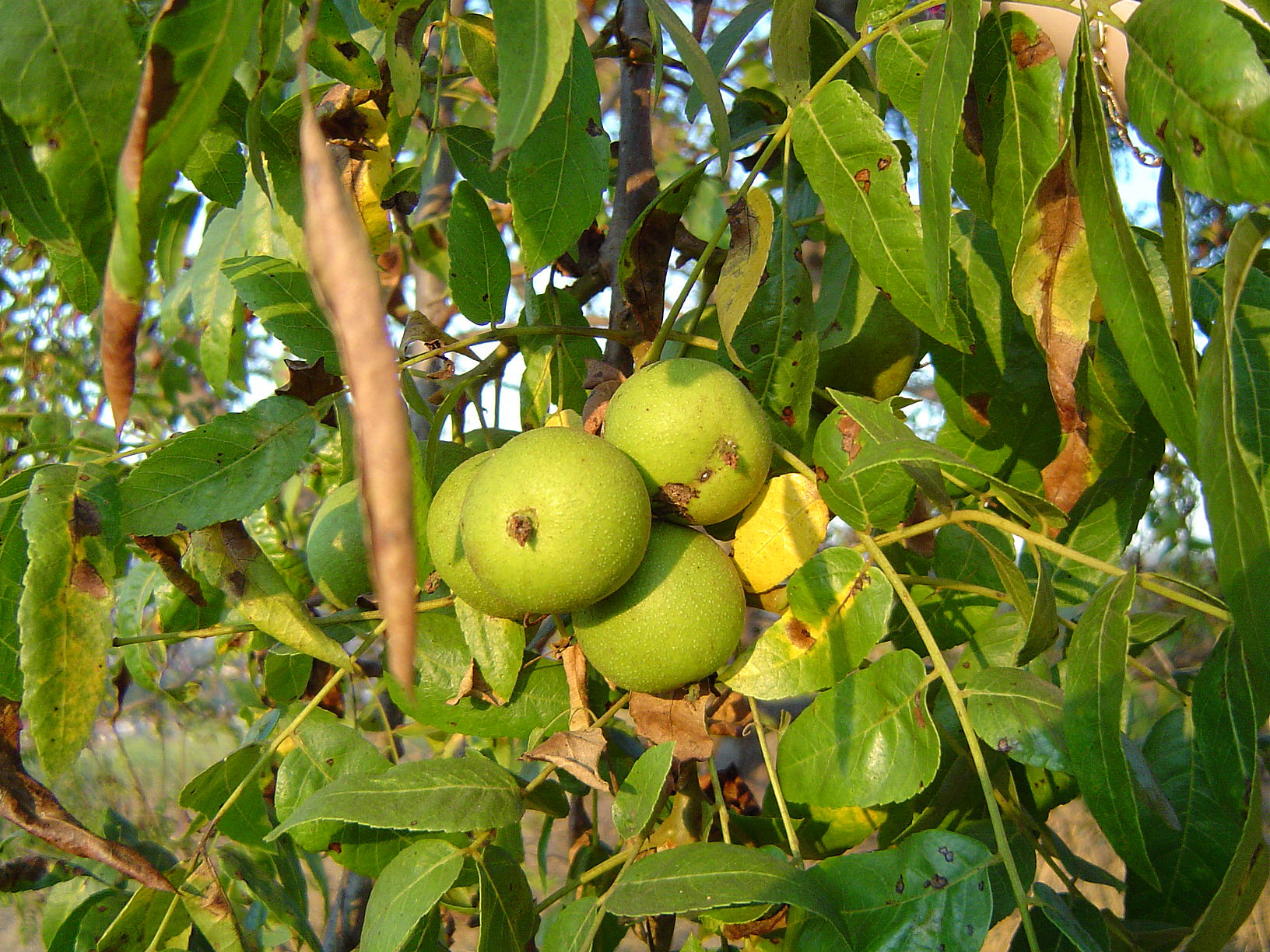
Califòrnia nou negra en creixement

La nou o l'anou o la noga és la fruita de closca de qualsevol arbre del gènere Juglans (família de les juglandàcies), nom científic de la noguera, el noguer, anouer, anouera, nouer, nouera, anover, anovera, anuer, escaré, noer, nogé, novera, nuguera, nuguero o nuquera.
Una nou és la llavor comestible d'una drupa i, per tant, no és una veritable fruita botànica. Es consumeix habitualment com a nou. Després de la maduració completa de la llavor comestible quan s'ha llevat el boll, s'utilitza com a guarnició o berenar. La fruita seca de la noguera negra oriental (Juglans nigra) i la del noguer blanc (Juglans cinerea) es consumeixen menys.

## Característiques

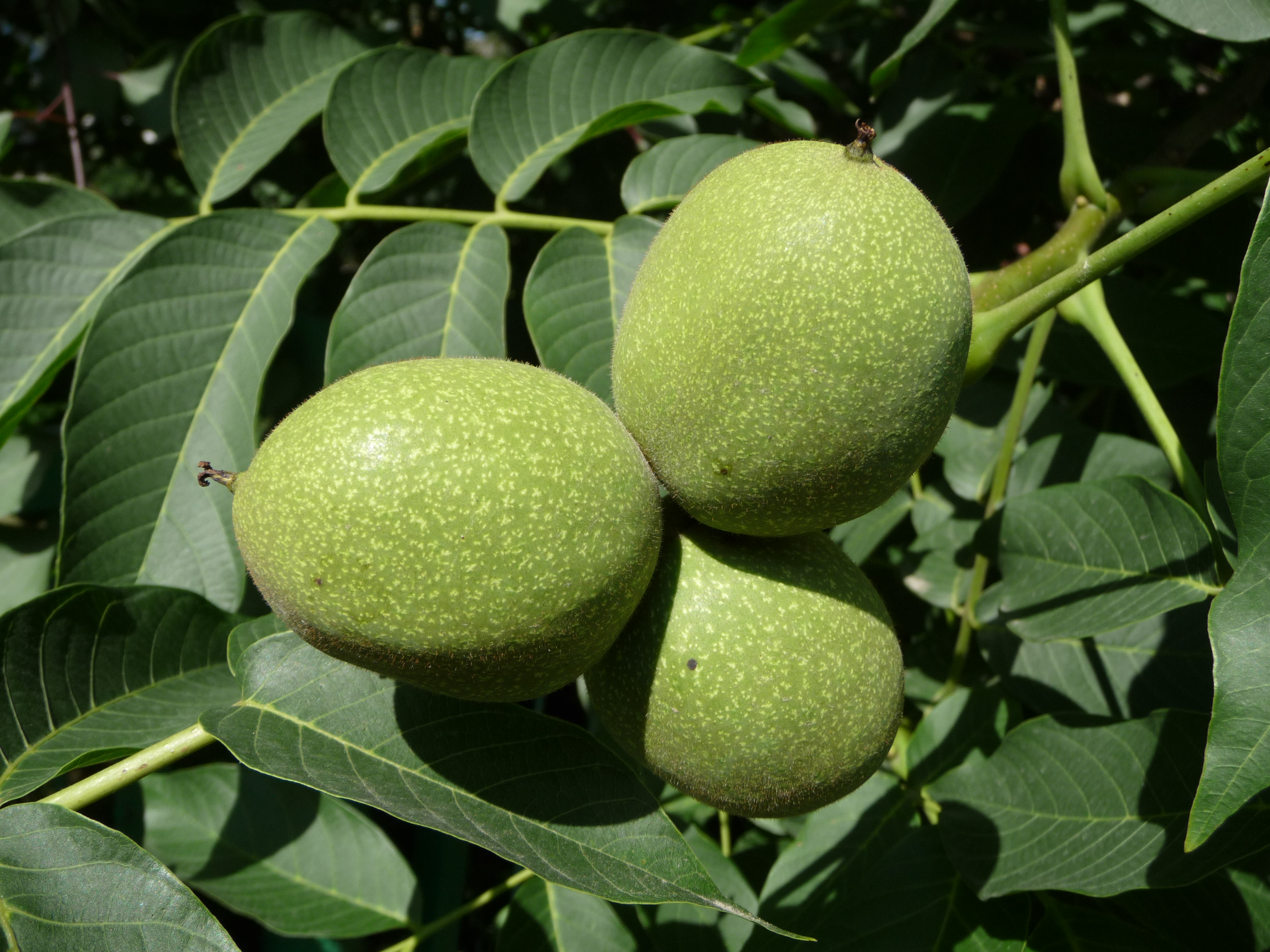
La nou comuna en creixement

Les nous són drupes arrodonides i de llavors simples de la noguera. Després de la maduració completa, l'eliminació de la pell revela la closca de nou arrugada, que normalment es troba comercialment en dos segments (també es poden formar closques de tres o quatre segments). Durant el procés de maduració, la pell es tornarà fràgil i la closca dura. La closca tanca el nucli o la carn, que sol estar formada per dues meitats separades per una partició. Els grans de les llavors (comunament disponibles com a nous sense closca) estan tancats en una capa de llavors marró que conté antioxidants. Els antioxidants protegeixen la llavor rica en oli de l'oxigen atmosfèric, evitant-ne així l'enranciment.
A les nogueres els triguen a créixer les fulles, normalment fins a més de la meitat de la primavera. Segreguen substàncies químiques al sòl per evitar que creixi una vegetació competidora. Per això, no s'han de plantar flors ni horts propers. 

## Història i cultiu
Durant l'època romana d'Orient, la nou també es coneixia amb el nom de "nou reial". Un article sobre el cultiu de la noguera a Al-Àndalus es descriu al llibre agrícola del segle XII d'Ibn al-'Awwam, Llibre d'agricultura.
Es creu que la noguera podria procedir de Pèrsia (regió de l'Himàlaia), segons uns autors, o de la Xina i el Japó, segons altres; va ser transportada a Grècia i després a Itàlia i als altres països d'Europa.

## Tipus
Les dues espècies principals més freqüents de nous es conreen per les llavors: la nou persa o anglesa, i la nou negra. La nou anglesa (Juglans regia) es va originar a l'Iran (Pèrsia) i la nou negra (Juglans nigra) és originària de l'est d'Amèrica del Nord. La nou negra té molt de sabor, però a causa de la closca dura i de les pobres característiques de la closca no es cultiva comercialment per a la producció de fruita seca. Comercialment s'han desenvolupat nombrosos cultivars de nous, que són gairebé tots híbrids de la nou anglesa.
Altres espècies inclouen la Juglans californica, la nou negra de Califòrnia.

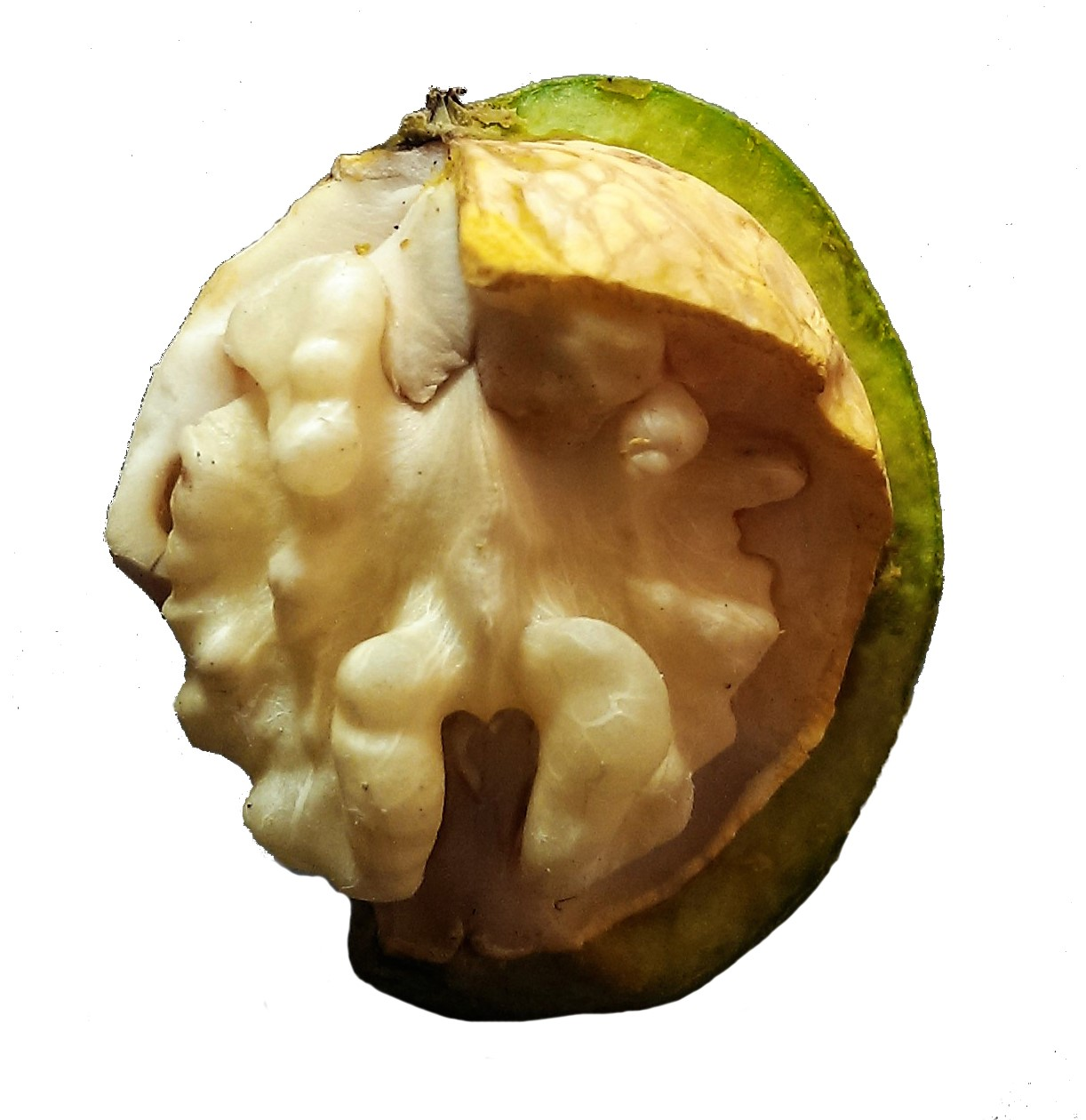
Interior d'una nou en creixement

## Producció
El 2019, la producció mundial de nous (amb closca) va ser de 4,5 milions de tones, i la Xina va contribuir-hi amb el 56% del total. Altres grans productors (per ordre de collita decreixent) van ser els Estats Units, l'Iran i Turquia.
| Estat                               | Producció (en milions de tones) |
| ----------------------------------- | ------------------------------- |
| R.P. de la Xina                     | 2,52                            |
| Estats Units                        | 0,59                            |
| Iran                                | 0,32                            |
| Turquia                             | 0,23                            |
| Mundial                             | 4,50                            |
| Font: FAOSTAT de les Nacions Unides |                                 |

## Emmagatzematge
Les nous, com altra fruita seca, s'han de processar i emmagatzemar correctament. El mal emmagatzematge fa que les nous siguin susceptibles d'infestacions de fongs i insectes; que produeix aflatoxina, un potent element cancerigen. S'ha de descartar completament un lot de nous infestat de floridures.
La temperatura ideal per emmagatzemar les nous és de -3 °C a 0 °C amb baixa humitat per a emmagatzematge industrial i domèstic. Tanmateix, aquestes tecnologies de refrigeració no estan disponibles en països en desenvolupament on es produeixen grans quantitats de nous; en aquests llocs, les nous s'emmagatzemen millor per sota de 25 °C amb poca humitat. Les temperatures superiors a 30 °C i humitats superiors al 70% podrien provocar pèrdues de deteriorament ràpides i elevades. Per sobre del 75% del llindar d'humitat, es poden formar fongs que alliberen aflatoxines perilloses.

## Ús alimentari
Les carns de la nou estan disponibles en dues formes; amb closca o sense. Les carns poden ser senceres, la meitat o en porcions més petites a causa del processament. Totes les nous es poden menjar soles (crues, torrades o en vinagre), o com a part d'una barreja com el musli o com a ingredient d'un plat, com per exemple dins d'amanides o en un brownie. Les nous són sovint confitades o en escabetx.
Es poden utilitzar com a ingredient en altres productes alimentaris. La nou és l'ingredient principal del baklava, el pollastre circassià, el pollastre amb salsa de nous i el guisat d'aviram o de mandonguilles de la cuina iraniana. També són utilitzades com a acompanyant a formatges com el rocafort.
Les nous també són populars com a cobertures de gelats i les peces de nous s'utilitzen com a guarnició en alguns aliments.
El nocino és un licor elaborat a partir de nous verdes immadures amarades d'alcohol amb almívar afegit.
L'oli de nou està disponible comercialment i s'utilitza principalment com a ingredient alimentari, especialment en amaniments. Té un punt de fumeig baix, cosa que limita el seu ús per a fregir.

### Valor nutritiu
Les nous sense closca estan formades per un 4% d'aigua, un 15% de proteïnes, un 65% de greixos i un 14% d'hidrats de carboni, incloent-hi el 7% de fibra dietètica. En una ració de referència de 100 grams, les nous aporten 2,740 quilojoules (654 kcal) i contingut ric (20% o més del valor diari) de diversos minerals dietètics, especialment manganès, amb un 163% de valor diari i vitamines del grup B.
Tot i que les nous angleses són les que més es consumeixen, la seva densitat i perfil de nutrients són generalment similars a les de les nous negres.

A diferència de la majoria de fruita seca amb un alt contingut d'àcids grassos monoinsaturats, l'oli de nous es compon principalment d'àcids grassos poliinsaturats (72% del total de greixos), particularment àcid alfalinolènic (14%) i àcid linoleic (58%), tot i que conté àcid oleic, com el 13% del total de greixos.

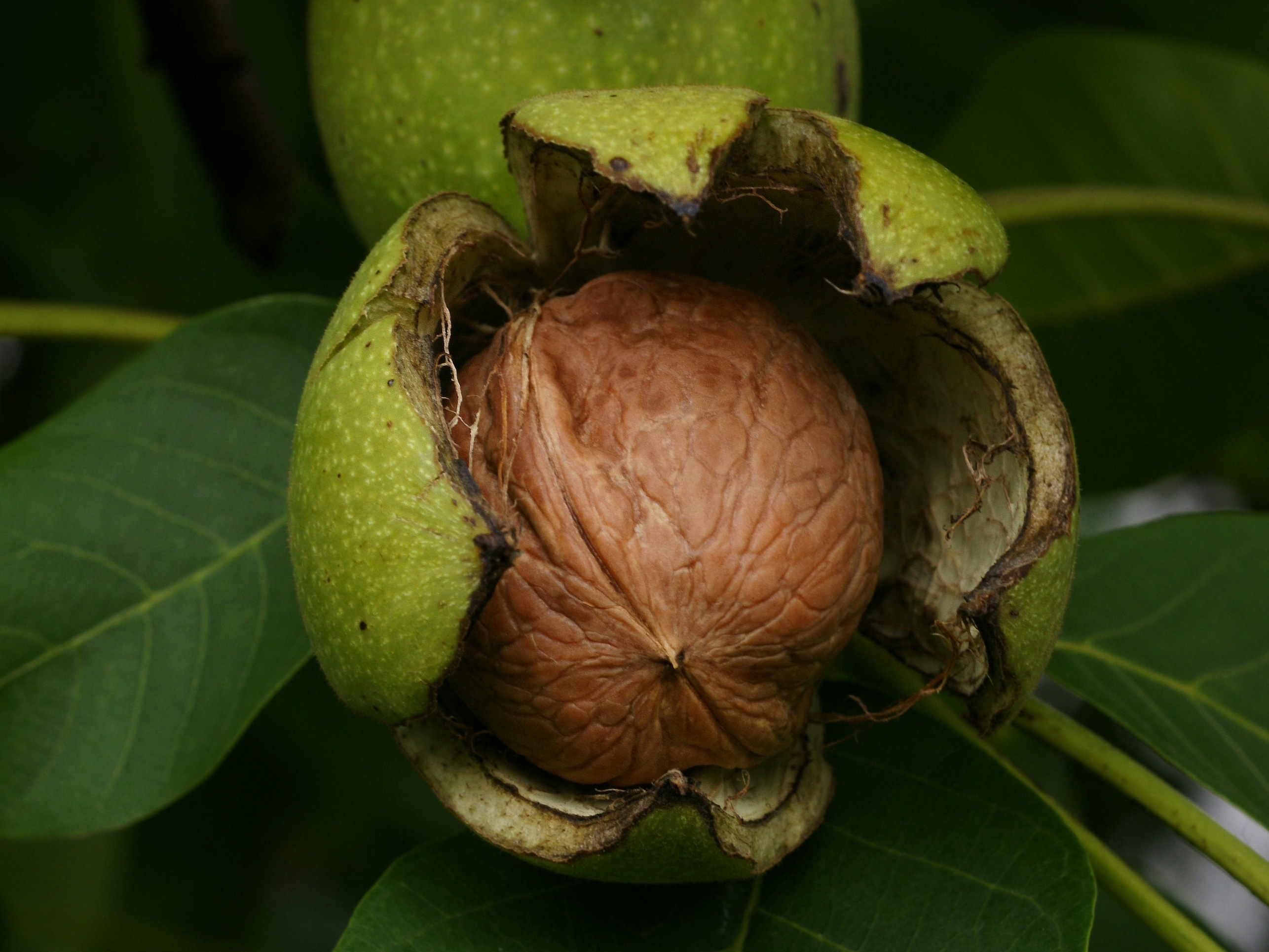
Closca de nou

### Afirmacions de salut
El 2016, la Administració d'Aliments i Fàrmacs dels Estats Units d'Amèrica (FDA) va presentar una i id="mw7g", reclamació sanitària qualificada, que permet als productes que contenen nous dir: "La investigació de suport, però no concloent, demostra que menjar 1.5 unces (43 g) de nous cada dia, com a part d'una dieta baixa en greixos saturats i baixa en colesterol i que no resultin en un augment de la ingesta calòrica, poden reduir el risc de malalties coronàries". El 2004, la FDA es va negar a autoritzar l'afirmació que "les dietes que inclouen nous poden reduir el risc de patir malalties del cor" i havia enviat una carta d'advertència de la FDA a Diamond Foods el 2010 en què afirmava que "no hi ha proves suficients per identificar un substància biològicament activa en les nous que redueixi el risc de malalties coronàries". Una revisió sistemàtica recent que avaluava l'efecte de la suplementació de nous sobre la pressió arterial va trobar proves insuficients per donar suport al consum de nous com a estratègia de reducció de la PA.

## Aplicacions no alimentàries

### Medicina popular
Les nous s'han catalogat com una de les 38 substàncies utilitzades per preparar flors de Bach, un remei a base d'herbes promogut en pràctiques de medicina popular pel seu suposat efecte sobre la salut. Segons l'Institut de Recerca del Càncer del Regne Unit, "no hi ha evidència científica que demostri que els remeis florals puguin controlar, curar o prevenir qualsevol tipus de malaltia, inclòs el càncer".

### Tints i colorants
Les closques de nou es poden utilitzar per fer una tinta duradora per escriure i dibuixar. Es creu que va ser utilitzada per artistes com Leonardo da Vinci i Rembrandt.
Els pigments de closca de nou s'utilitzen com a colorant marró per a la tela tal com es va aplicar a la Roma clàssica i l'Europa medieval per tenyir els cabells.

### Neteja

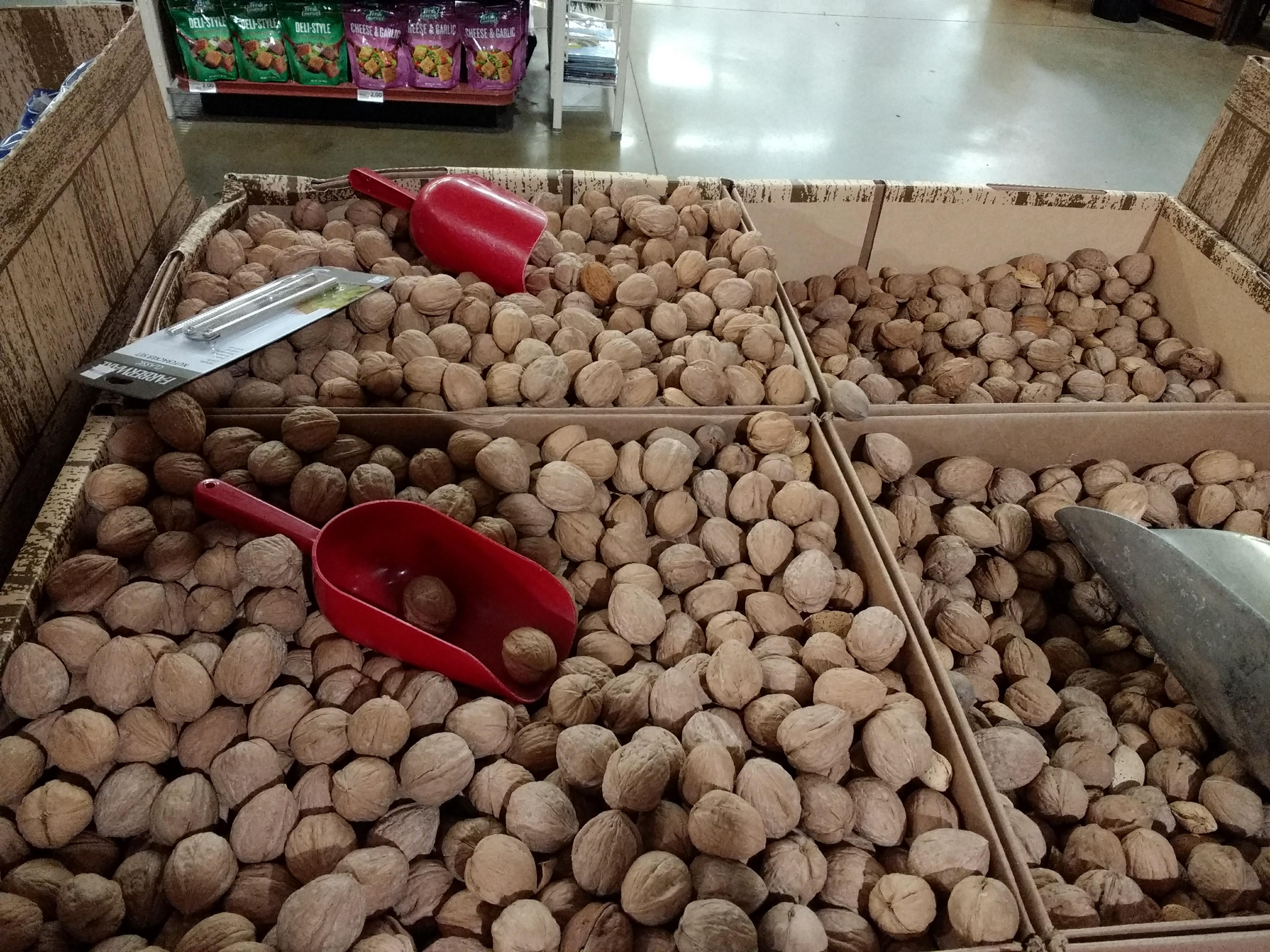
Nous amb closca disponibles en venda en un supermercat dels Estats Units

L'exèrcit dels Estats Units va utilitzar closques de nou molta per al sorrejat, per netejar peces d'aviació a causa de les seves qualitats de baix cost i no abrasives. No obstant això, una investigació d'un accident mortal en helicòpter Boeing CH-47 Chinook (l'11 de setembre de 1982, a Mannheim, Alemanya) va revelar que el gra de nou obstruïa un port de petroli, cosa que va provocar l'accident i la suspensió de les closques de nous com a agent de neteja. Comercialment, les closques de nou triturades encara s'utilitzen fora de l'aviació per a aplicacions de neteja i voladura de baixa abrasió i menys tòxiques.

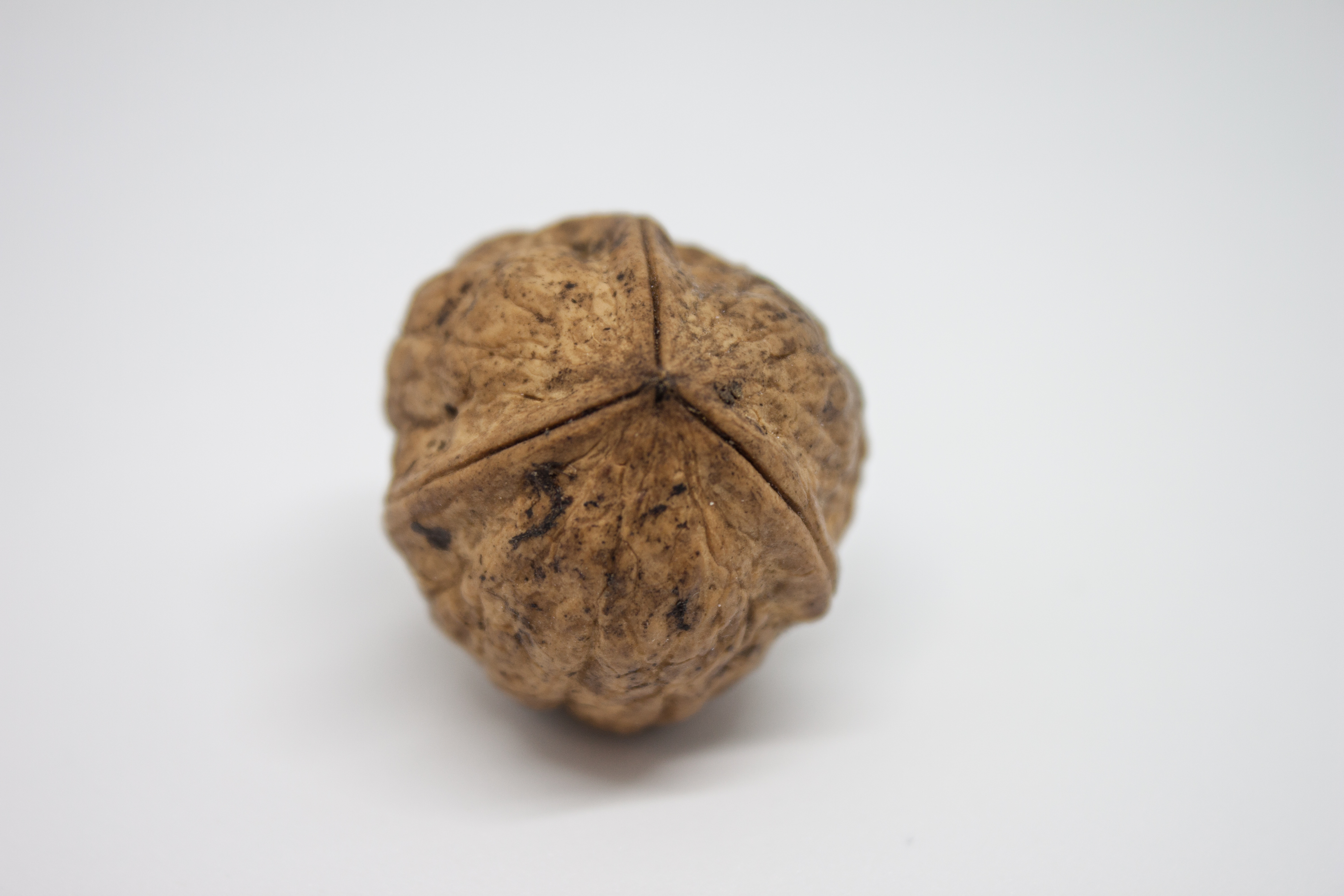
Una closca de tres segments, fenomen poc concorrent

## Elements fitoquímics
Els nuclis de nou contenen elements fitoquímics diversos, com ara polifenols, que tenyeixen les mans i poden causar irritació a la pell. Set compostos fenòlics, incloent-hi l'àcid ferúlic, àcid vanílic, àcid cumàric, àcid siríngic, miricetina, i juglona, es van identificar en closques de nous. La juglona és el fenòlic predominant, que es va trobar en concentracions del 2-4% de pes fresc.

## Galeria

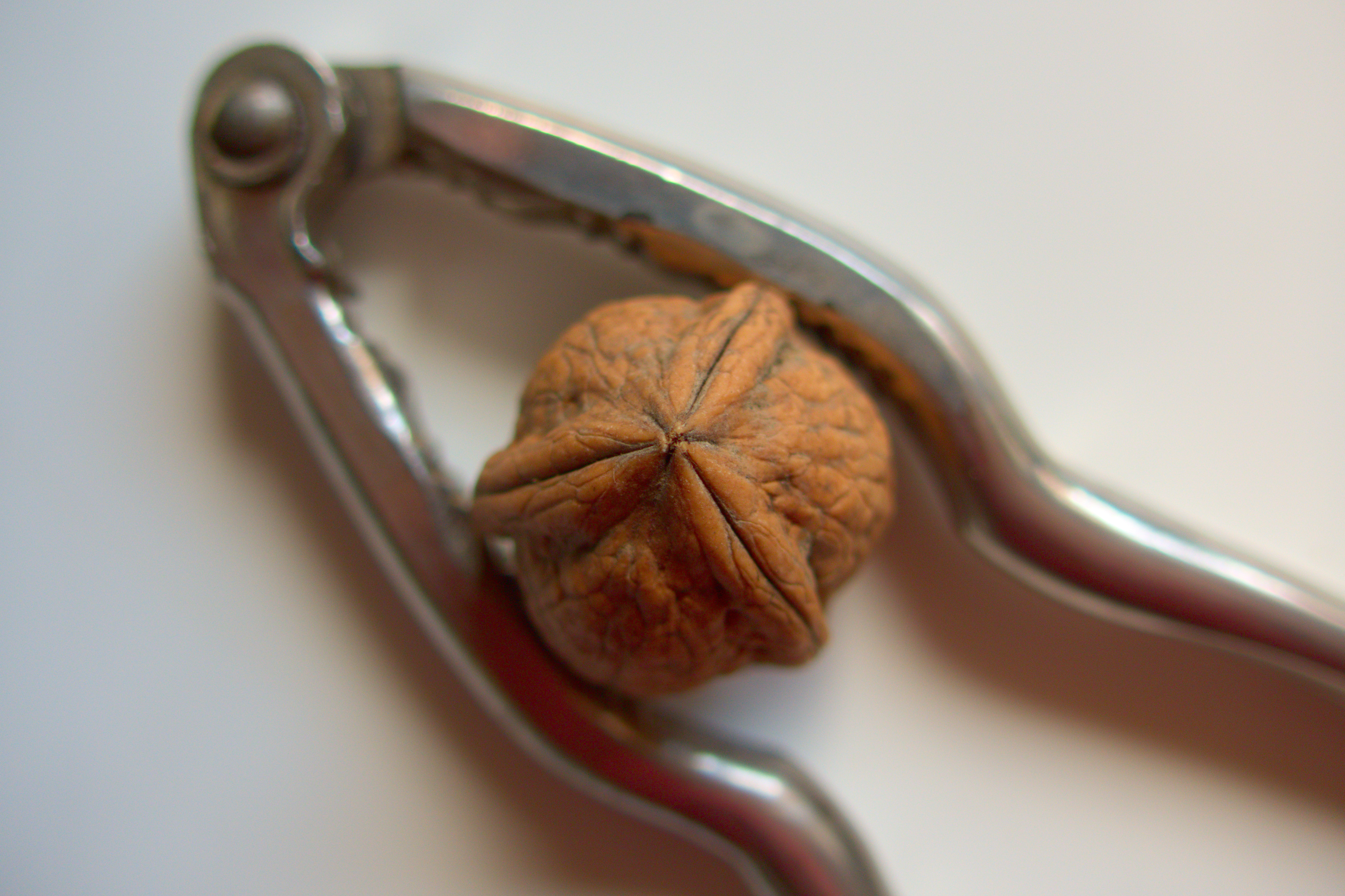
Nou amb closca i un utensili trencanous que s'utilitza per trencar la closca
Vídeo sobre el funcionament d'un trencanous
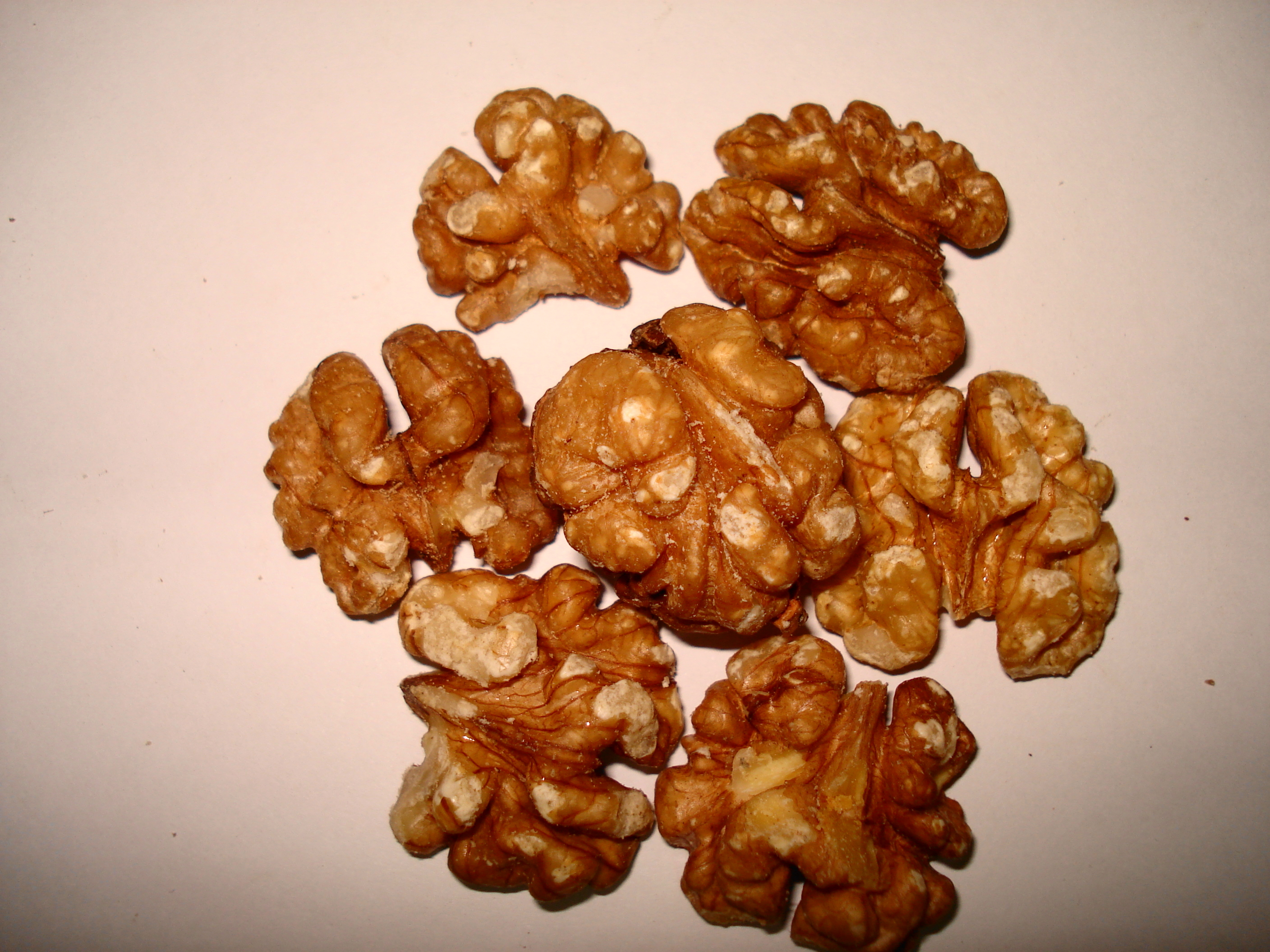
Nous com a aperitiu
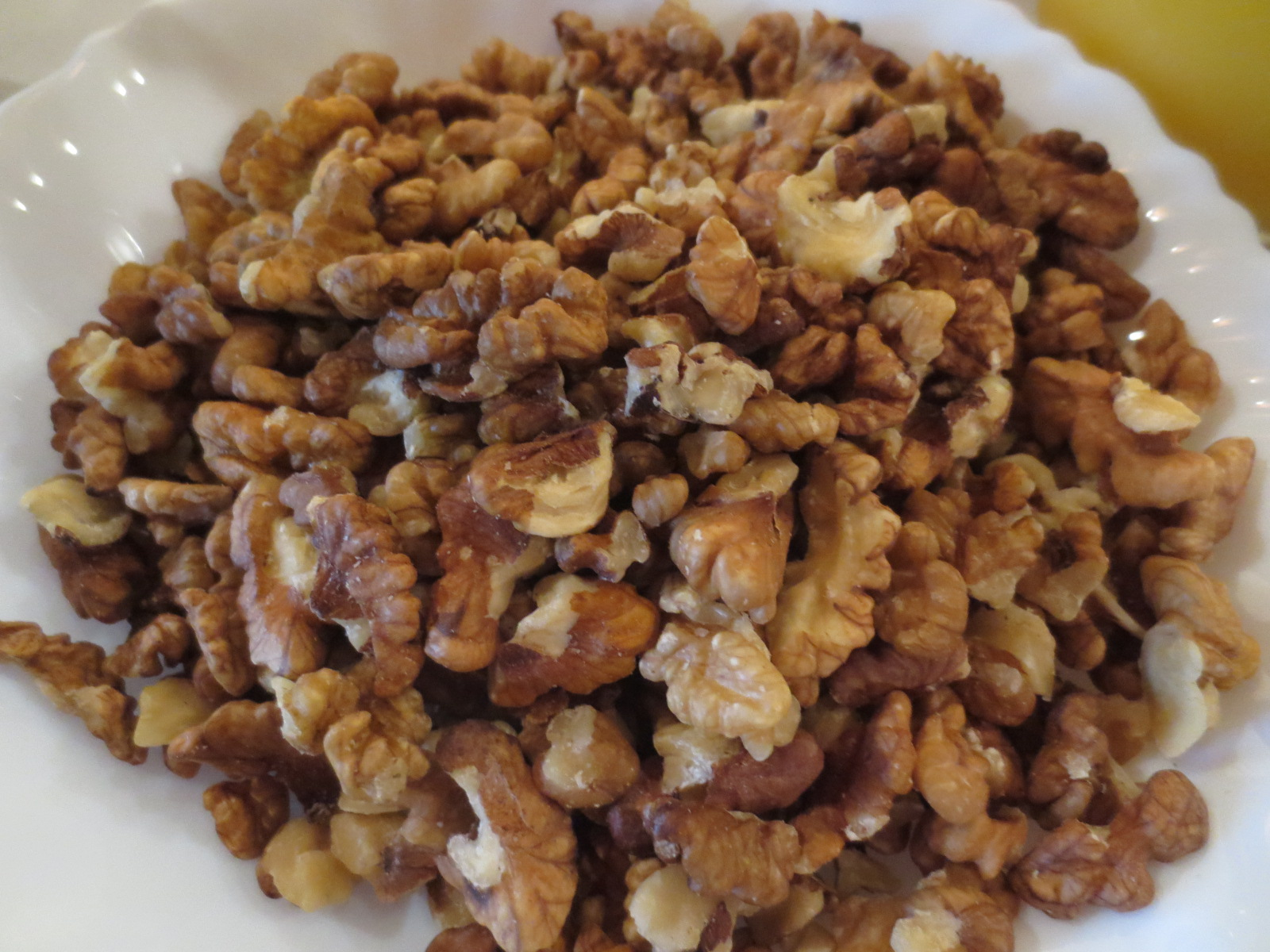
Una gran ració de nous sense closca
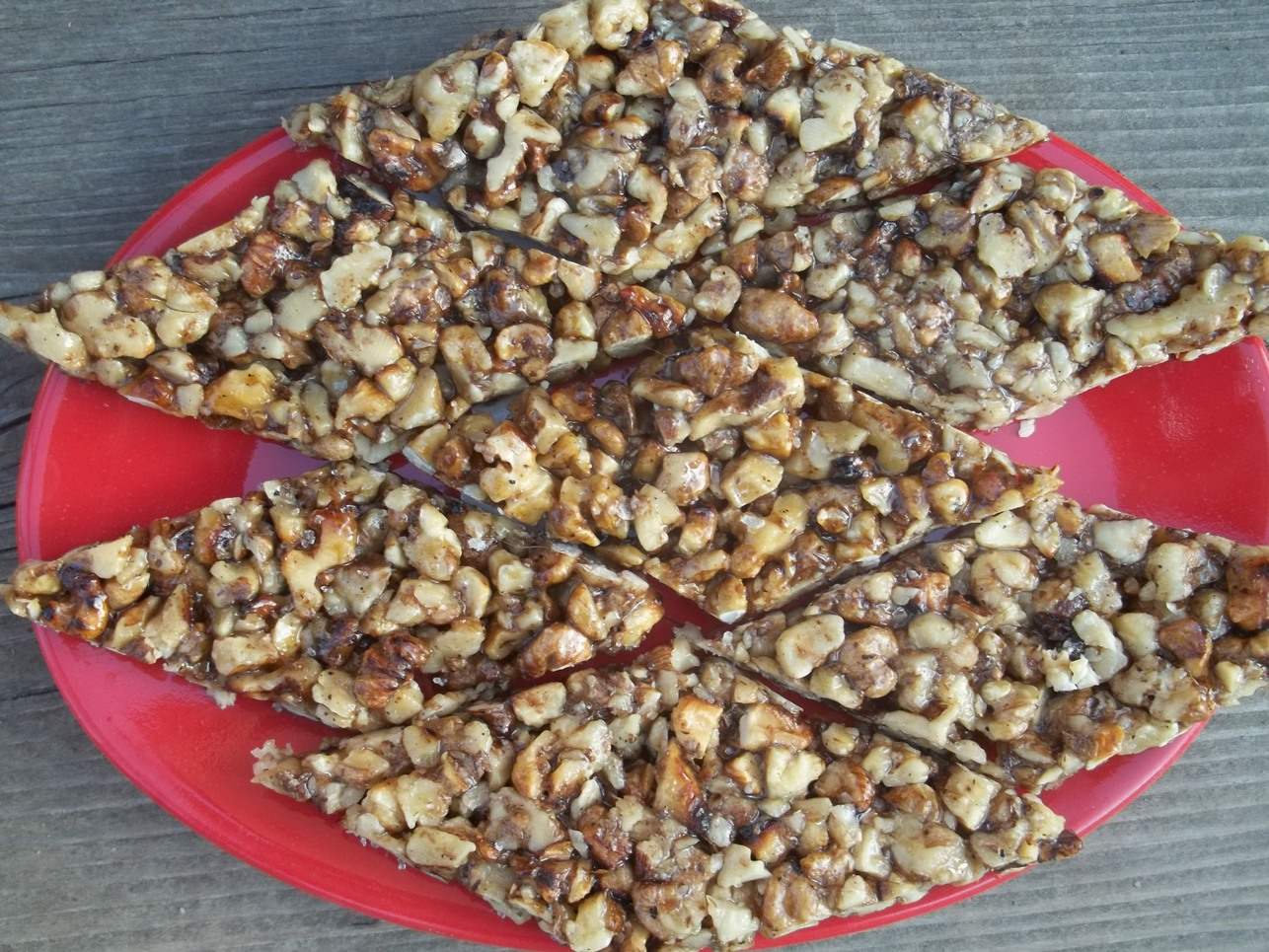
Snack georgià anomenat Gozinaki, elaborat amb nous torrades i mel
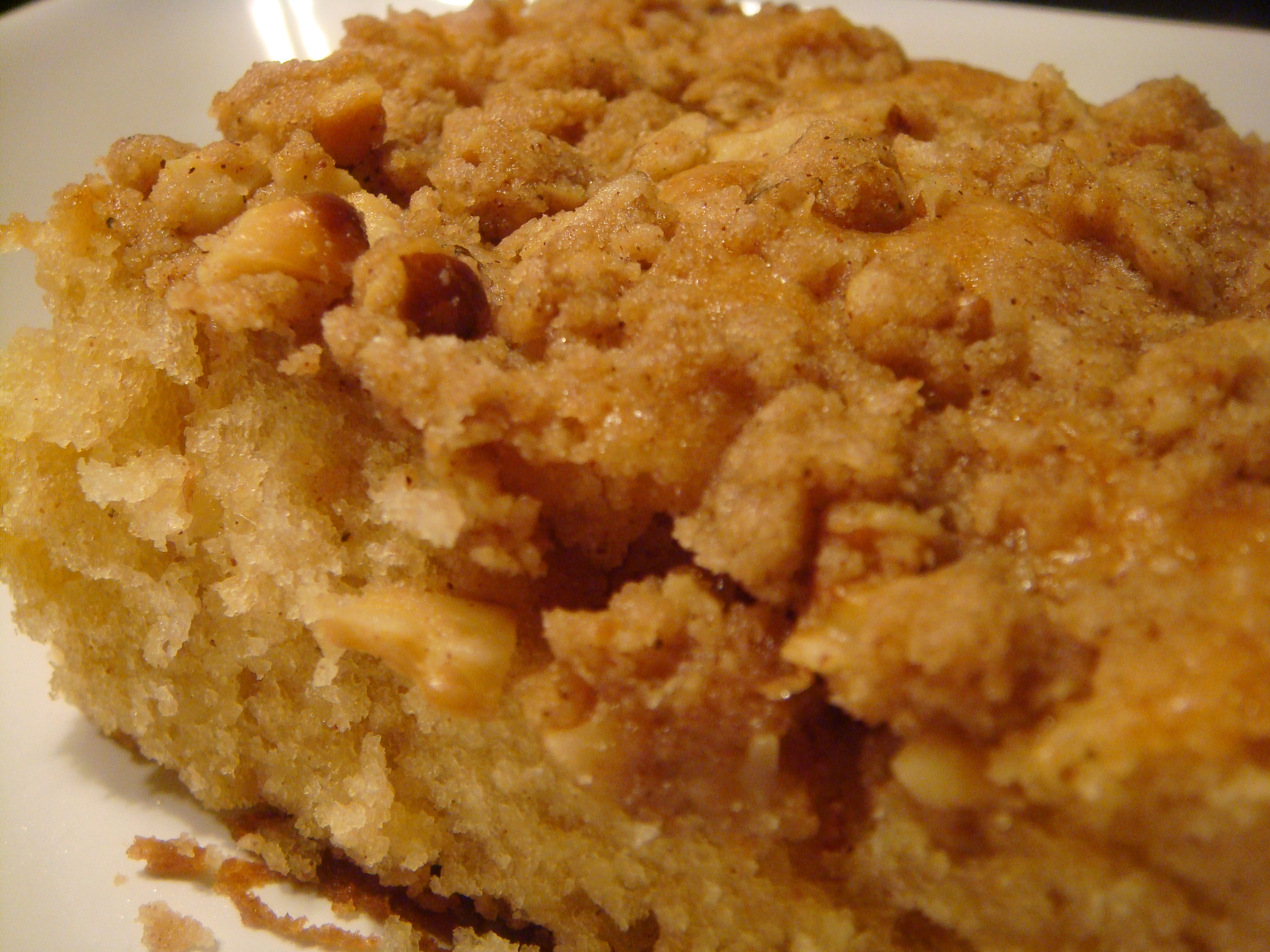
Pastís de cafè amb compota de pomes guarnit amb nous
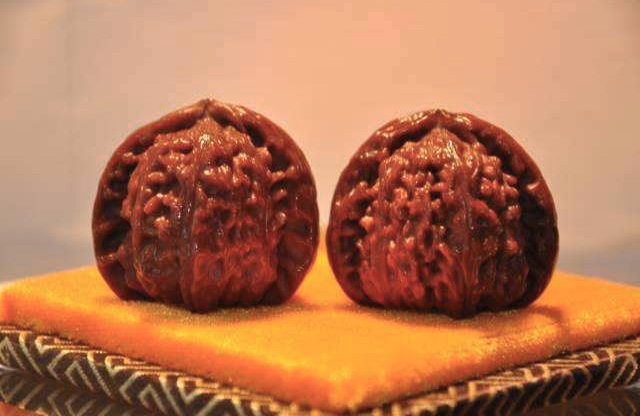
Nous com a producte col·leccionable
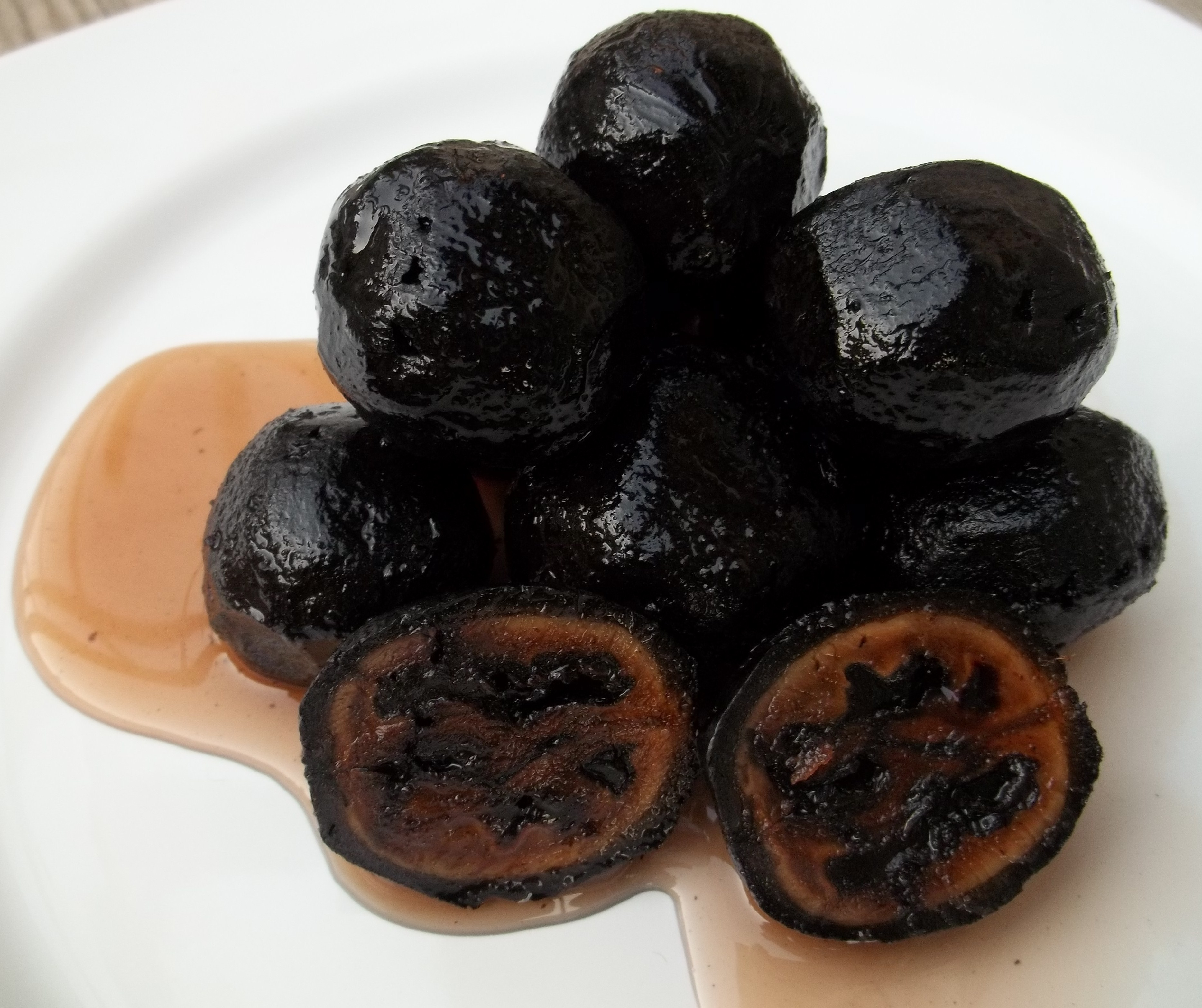
Muraba feta de nous joves